# Deutsch-vanuatuische Beziehungen
Die Deutsch-vanuatuischen Beziehungen sind das zwischenstaatliche Verhältnis zwischen Deutschland und Vanuatu. Das Auswärtige Amt bezeichnet die gegenseitigen Beziehungen als „freundschaftlich“.
Mit der Pflege der Beziehungen zu Vanuatu ist die Deutsche Botschaft in Canberra betraut, dessen Botschafter in Port Vila nebenakkreditiert ist.

## Geschichte
Im 19. Jahrhundert kam es zu den ersten Kontakten zwischen den beiden Gesellschaften durch die Aktivitäten deutscher Händler, Missionare und Forscher in der Südsee. Durch die Britisch-deutschen Erklärungen über den westlichen Pazifik teilten Großbritannien und das Deutsche Reich 1886 den Westpazifik in Einflusssphären auf, wobei Vanuatu in die britische Sphäre fiel und deshalb keine deutsche Kolonie wurde. Im Jahre 1887 starb der deutsche Naturwissenschaftler Wilhelm Joest im Alter von 45 Jahren auf den Banks-Inseln an Leishmaniose.
Nach der Unabhängigkeit Vanuatus wurden im April 1984 diplomatische Beziehungen mit der Bundesrepublik Deutschland aufgenommen. Zwischen 1986 und der deutschen Wiedervereinigung bestanden auch Beziehungen mit der DDR. Im 21. Jahrhundert besteht eine engere Zusammenarbeit vorwiegend im Bereich der internationalen Klimapolitik. Im Herbst 2023 besuchte die Staatssekretärin und Sonderbeauftragte für internationale Klimapolitik im Auswärtigen Amt, Jennifer Morgan, Vanuatu.

## Wirtschaftsbeziehungen
Die Wirtschaftsbeziehungen sind kaum entwickelt. 2024 lagen die deutschen Warenexporte nach Vanuatu bei knapp 800.000 Euro und die Importe aus dem Land bei knapp 3.000 Euro. In der Rangliste der deutschen Handelspartner nahmen Vanuatu damit Rang 212 ein.
Über die Internationale Klimaschutzinitiative (IKI) sowie durch deutsche Beiträge zum „Neighbourhood, Development & International Cooperations Instrument“ erhält Vanuatu von Deutschland Entwicklungshilfe. Es werden außerdem Projekte in den Bereichen Klimaschutz, Biodiversität, Kulturaustausch und Frauenförderung unterstützt.